# Valdaï
Pour les collines, voir Collines de Valdaï.
Valdaï (en russe : Валдай) est une ville de l'oblast de Novgorod, en Russie, et le centre administratif du raïon de Valdaï (Valdaïski). Sa population était légèrement inférieure à 14 000 habitants en 2021.

## Géographie
Valdaï est une ville moyenne située dans le sud de l'oblast de Novgorod, près de la limite administrative de l'oblast de Tver. Elle se trouve à quelques kilomètres au sud de l’autoroute Moscou-Saint-Pétersbourg, à une distance de 386 km au nord-ouest de Moscou et de 140 km à l’est-sud-est de la capitale régionale Novgorod. La ville la plus proche de Valdaï est Okoulovka, 46 km au nord de Valdaï. La situation de la ville est très pittoresque, puisqu’elle est située sur les collines boisées de Valdaï et sur la rive ouest du lac Valdaï.

## Galerie

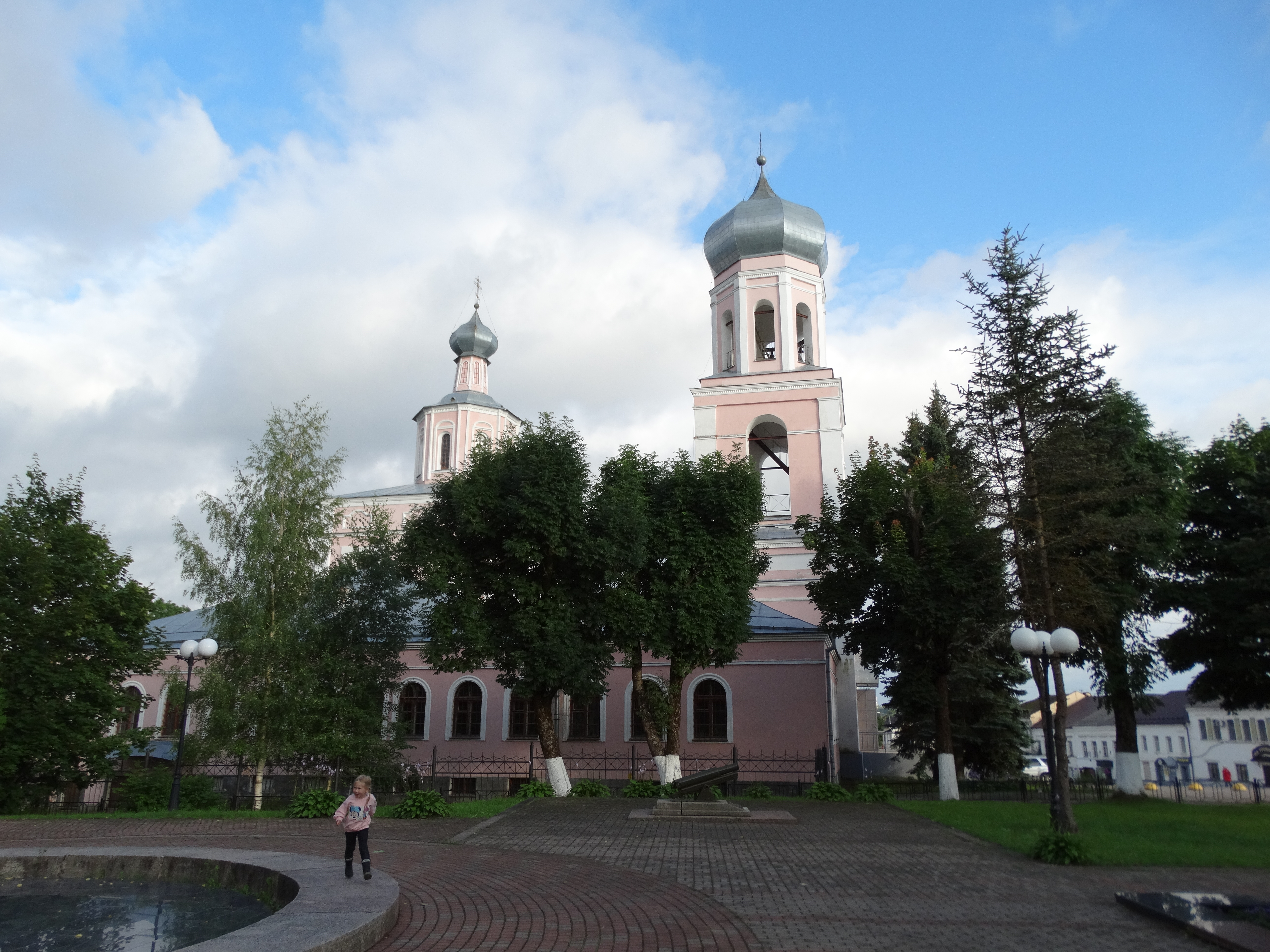
Cathédrale Troitsky.
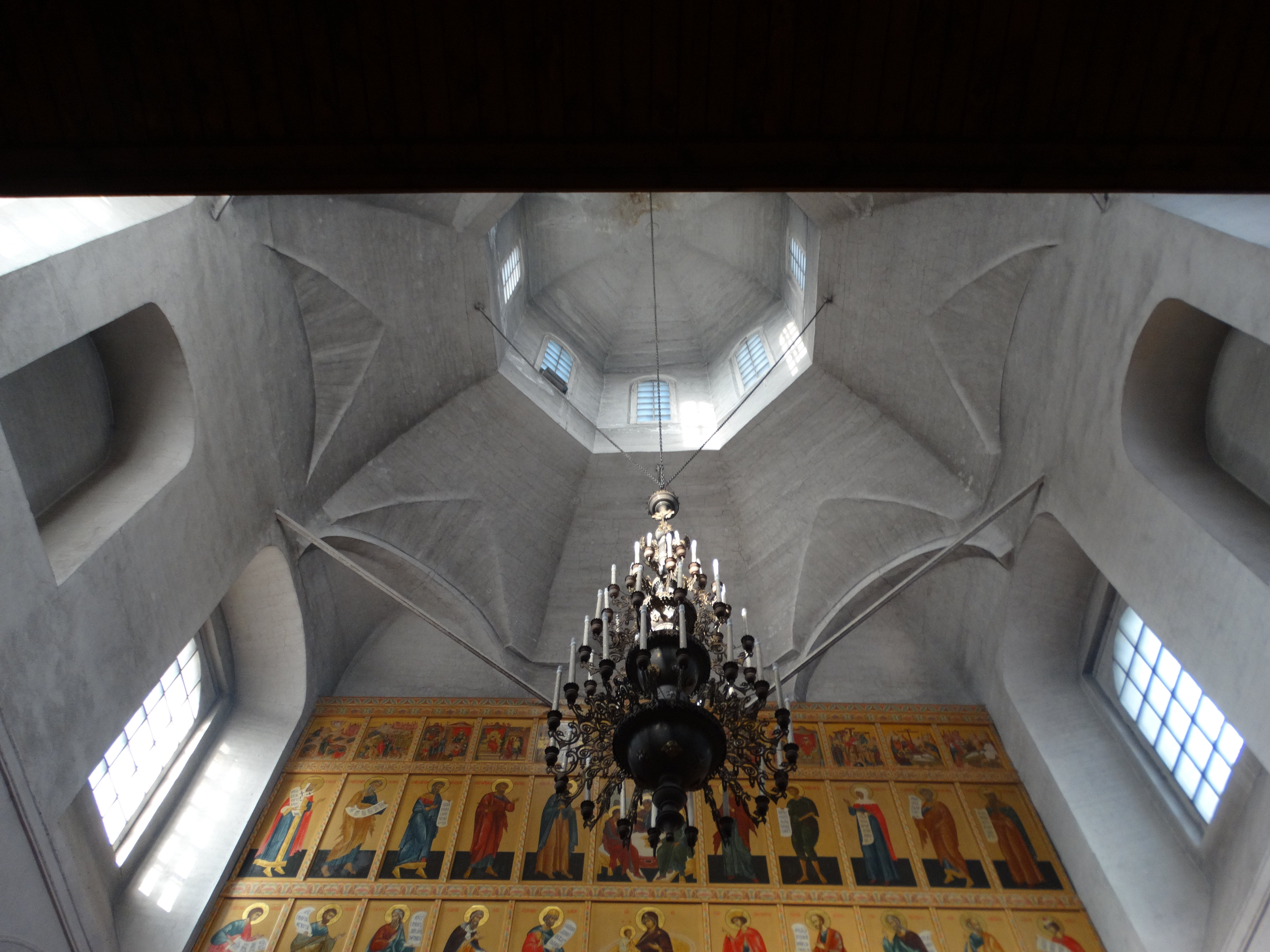
Cathédrale Troitsky, vue intérieure.
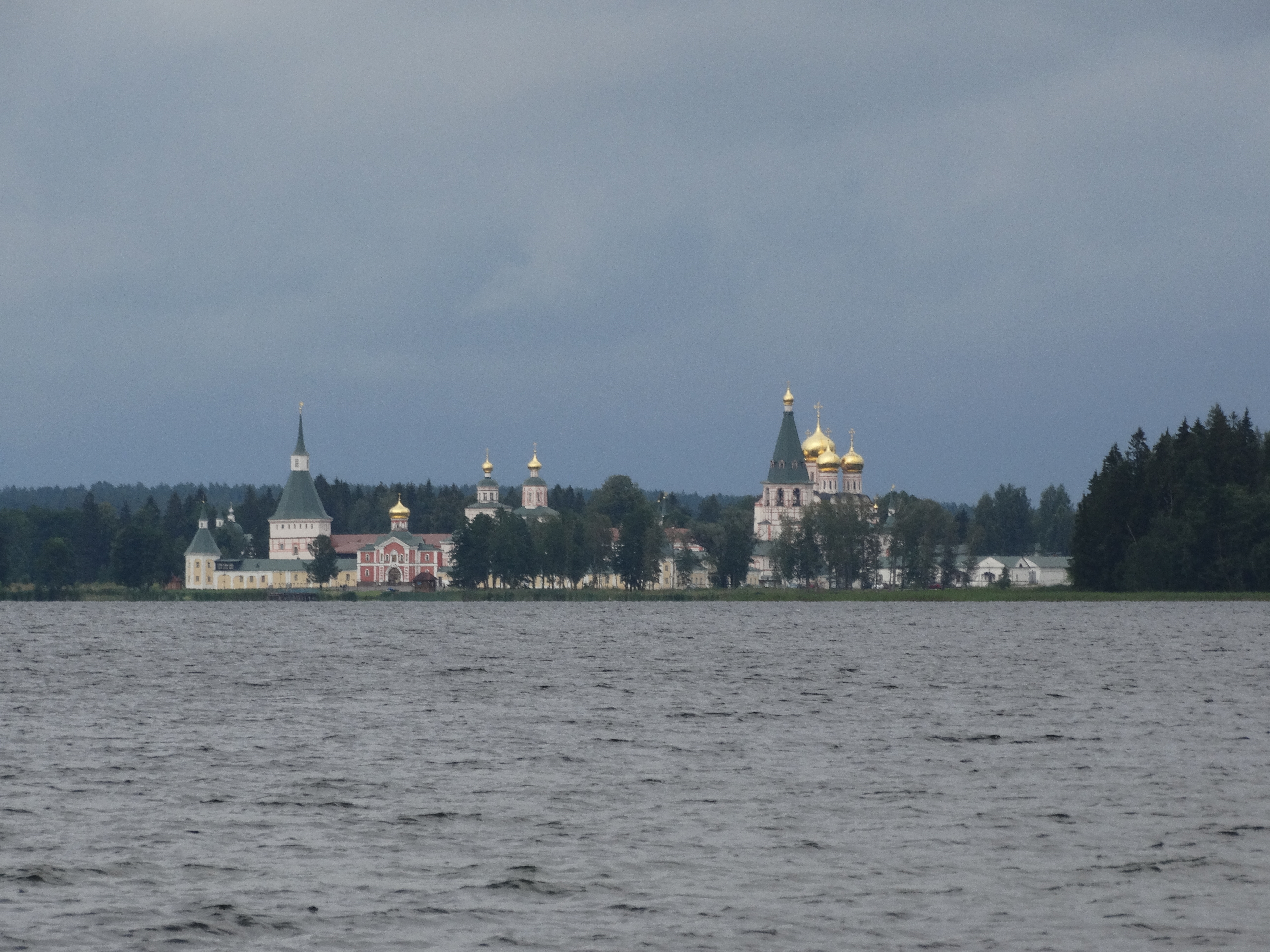
Monastère Iversky.
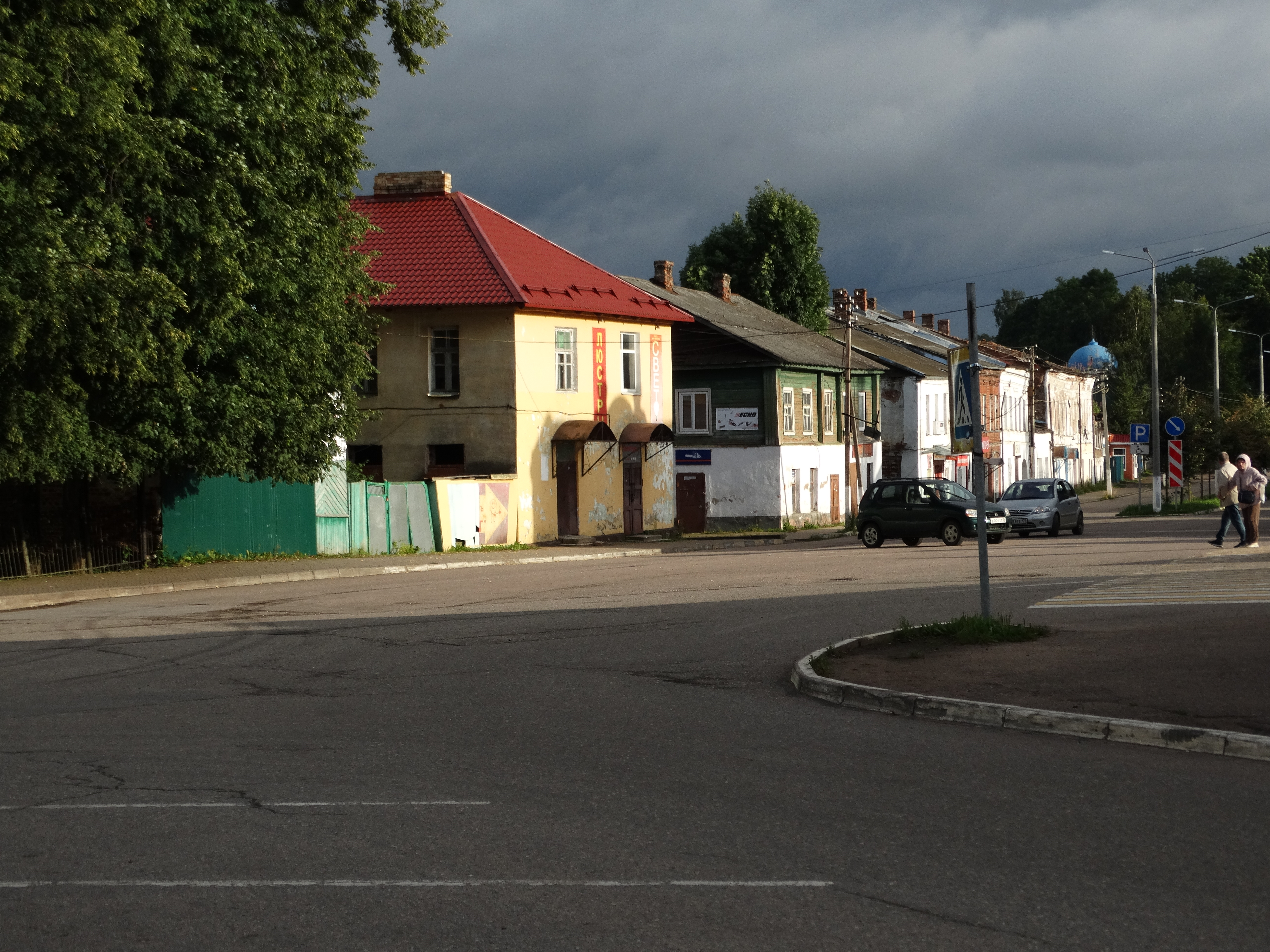
Maisons de la ville d'olld.
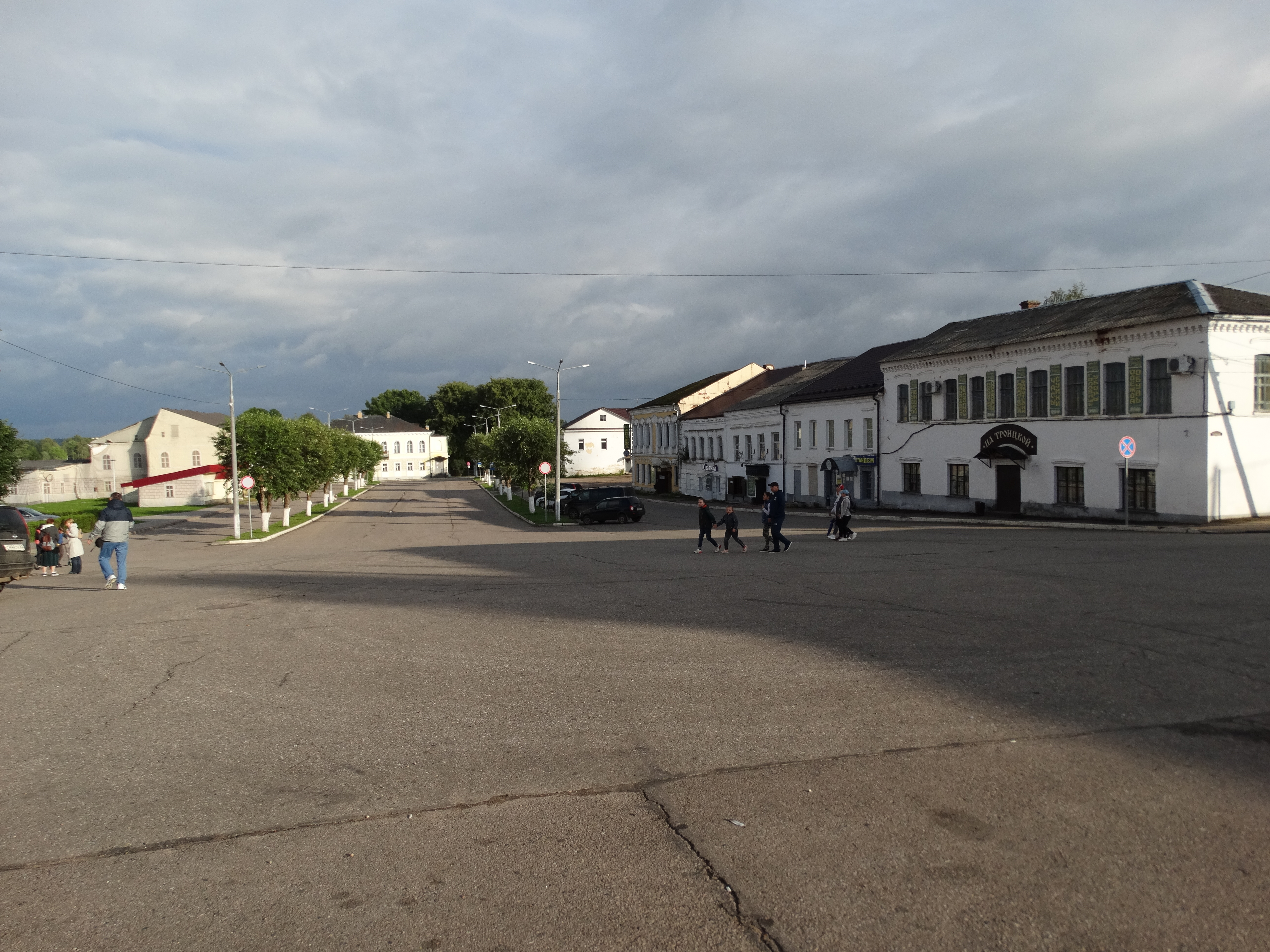
Sur la place principale.
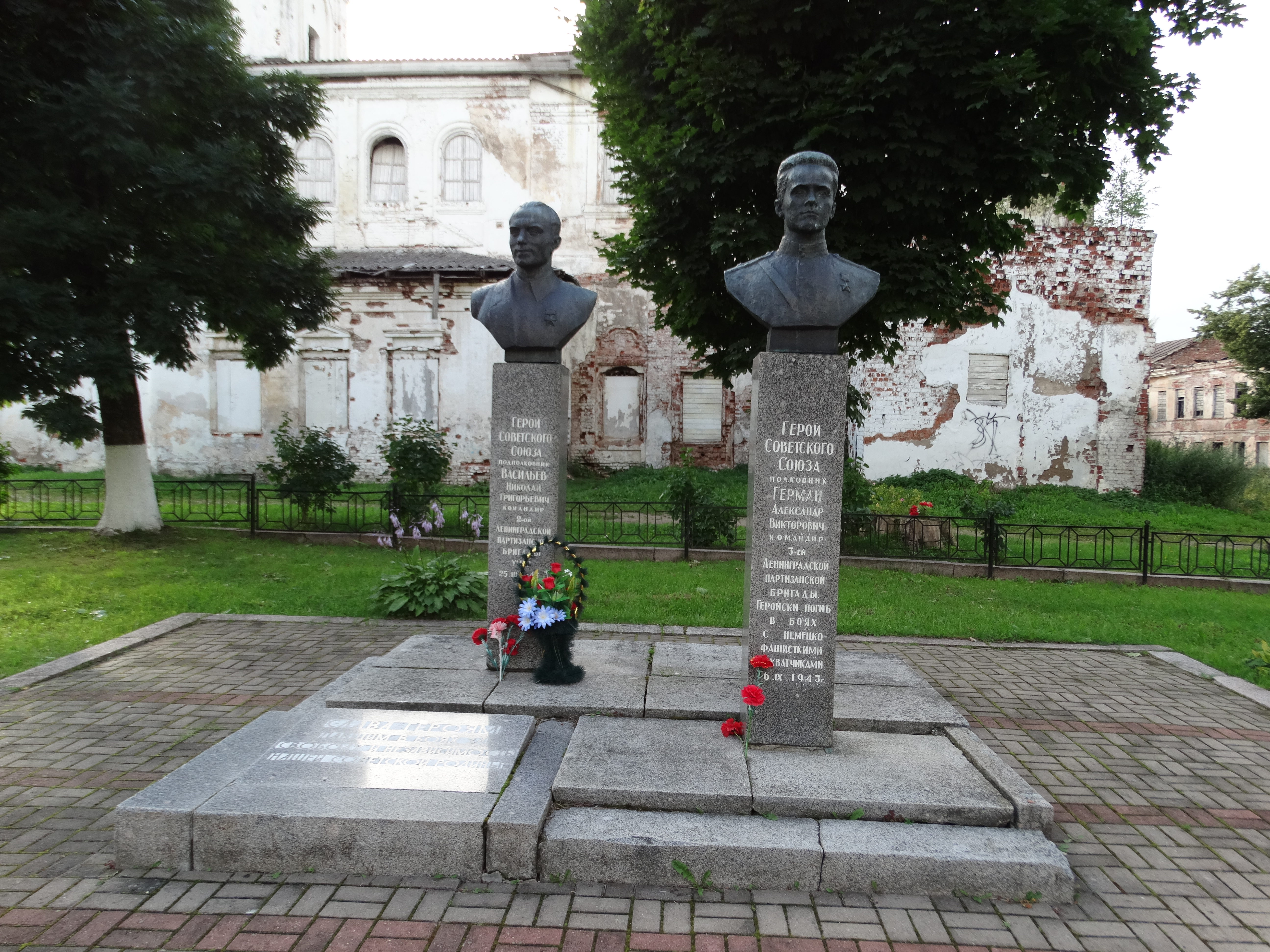
Monuments aux héros Valdai de l'Union soviétique.

## Histoire
On retrouve mentionné pour la première fois Valdaï en 1495 et l'endroit reçut le statut de ville en 1770 par Catherine II de Russie, alors que sa population était d'environ 2 000 habitants. La ville devint célèbre pour ses artisans fondeurs de cloches, les plus réputés de toute la Russie. Le monastère Iverski (1653) et la cathédrale de l'Assomption (1656) se trouvent sur l'une des îles du lac Valdaï. En 2008, le patriarche Alexis II a changé le nom de la cathédrale qui est devenue cathédrale de l'icône de la Vierge Marie d'Iverski (au lieu de cathédrale de la Dormition).
C'est dans les environs que se trouve l'une des résidence officielles du président de la fédération de Russie, nommée Dolguye Borody.

## Population
Recensements (*) ou estimations de la population
| 1856  | 1897* | 1959*  | 1970*  | 1979*  |
| ----- | ----- | ------ | ------ | ------ |
| 4 900 | 3 500 | 10 603 | 14 118 | 17 897 |

| 1989*  | 2002*  | 2010*  | 2012   | 2013   |
| ------ | ------ | ------ | ------ | ------ |
| 19 173 | 19 703 | 16 740 | 15 539 | 15 152 |

| 2014   | 2015   | 2016   | 2017   | 2018   |
| ------ | ------ | ------ | ------ | ------ |
| 14 758 | 14 614 | 14 589 | 14 379 | 14 240 |

| 2019   | 2020   | 2021   | - | - |
| ------ | ------ | ------ | - | - |
| 14 119 | 13 987 | 13 800 | - | - |

## Tourisme
Valdaï est une destination touristique populaire, située au milieu du Parc national des collines de Valdaï. La plupart des gens y viennent durant l'été. Outre des gîtes et un sanatorium, on trouve de nombreuses aires de camping autour du lac.